# ノルマン人

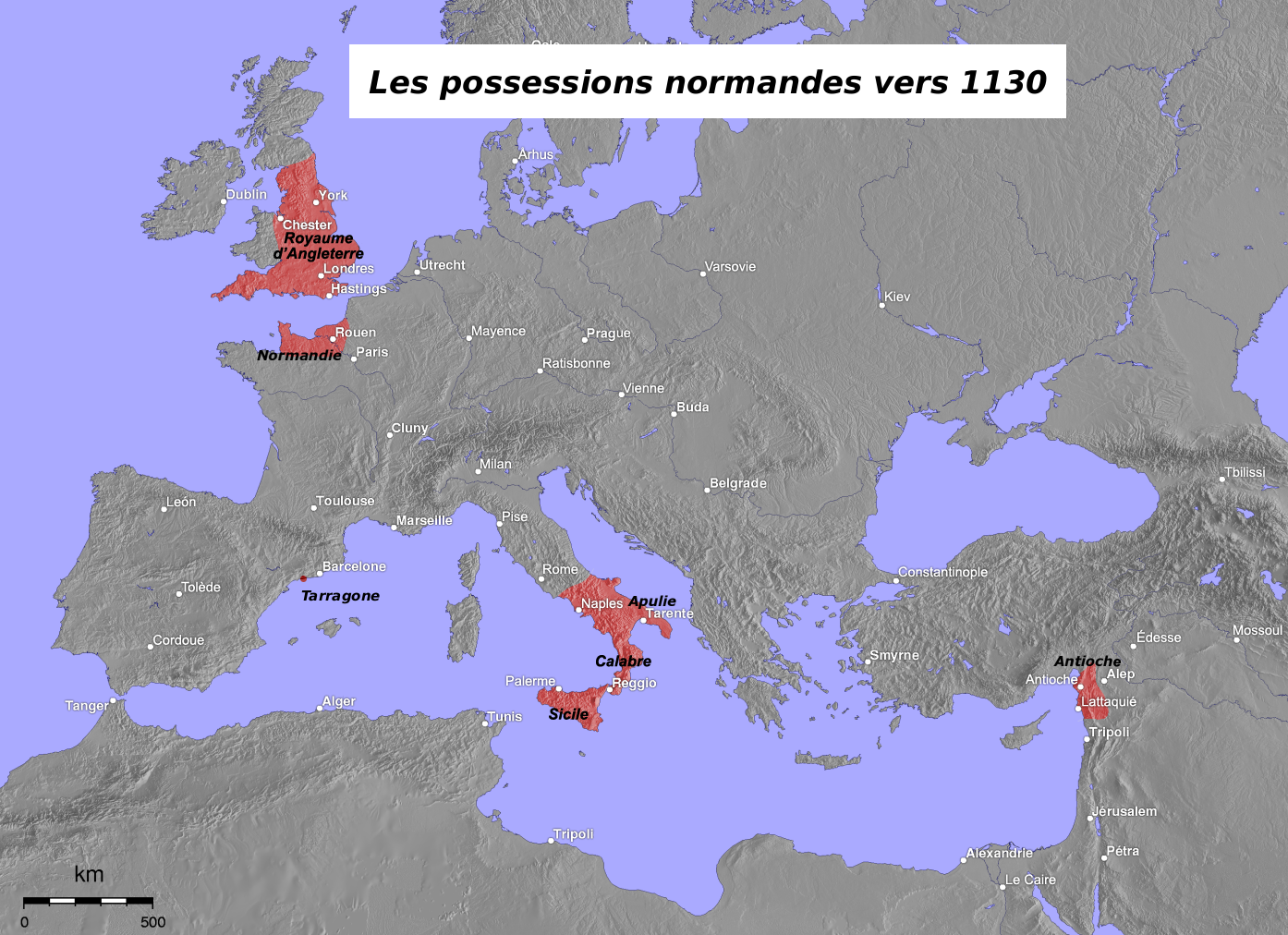
12世紀にノルマン人が征服した地を赤で示す

ノルマン人（ノルマンじん、Normands）は、スカンディナヴィアおよびバルト海沿岸に原住した北方系ゲルマン人の中で、フランス北部の北西部のノルマンディー（コタンタン半島辺り）に定住した支族。

## 略史
- ノルマンディーに「ノルマンディー公国」を建国し、11世紀にイングランドに征服王朝「ノルマン朝」を建国した（ノルマン・コンクエスト）。その一部は、イタリアへ侵攻し、南イタリアにシチリア王国（オートヴィル朝）を建国した（ノルマン人による南イタリア征服）。
- 地中海に進出したノルマン人たちは、ローマ教皇の唱えた十字軍にも参加した。その中には、1099年にアンティオキア公国を建国した者もいた。

## 著名な人物
- ロロ - 北フランスを略奪し、911年ノルマンディー公国を建てる。
- ロベール・ギスカール - ノルマンディー公国出身。東ローマ・ロンバルド系諸侯が並立する南イタリアを征服して統一する。
- ターラント公ボエモン - ロベール・ギスカールの子。第1回十字軍に参加し1098年アンティオキア公国を建国。
- ロジェ1世 - ロベール・ギスカールの弟。シチリアを征服し、後にスペインに征服されるまでのシチリア王国となる礎を築く。
- ノルマンディー公ギヨーム - 1066年イングランドを征服（ノルマンコンクエスト）し、ウィリアム1世を名乗る。現在に続くイギリス王室の血統を築く。